# Asthma cardiale
Asthma cardiale is de benaming voor de ernstige en vaak beangstigende kortademigheid, die optreedt vanwege een ophoping van oedeem buiten de capillairen van de longen, als gevolg van linkerventrikelfalen.
De aanvallen treden vaak 's nachts op, als de lijder ligt, door een toenemende hoeveelheid bloed in de longen. (In rechtopstaande toestand stroomt het bloed onder invloed van de zwaartekracht naar de onderste lichaamshelft.) Patiënten met asthma cardiale liggen meestal op meerdere kussens, zodat het verhoogde bovenlichaam de hydrostatische druk vermindert.
Asthma cardiale uit zich in ademnood (dyspnoe), wat door rechtop zitten kan verbeteren en door plat liggen verslechtert (orthopneu). Ook kunnen obstructies in de bronchiën ontstaan, die, net als bij asthma bronchiale, door een ronkend geluid herkenbaar zijn.
In de zwaarste gevallen kan asthma cardiale zich tot een acuut longoedeem ontwikkelen. Door verdere verhoging van de druk in de pulmonaire haarvaten treedt in de longblaasjes sereuze weefselvloeistof uit, die als een schuimende vloeistof, met een zwakke bloedkleur, uitgehoest wordt. Het longoedeem gaat gepaard met hevige ademnood en een sterk gevoel van verstikking.
Voor een differentiële diagnose wordt gelet op bijvoorbeeld nachtelijke astma-aanvallen, een longontsteking of verergering van COPD.